# Letteratura gnostica
La letteratura gnostica è il corpus dei testi che esprimono il pensiero dello gnosticismo. Nei secoli II-IV gli gnostici svolsero un'intensa attività letteraria, di cui ne è il riflesso la (supposta) ampia produzione, che doveva superare per estensione quella della letteratura cristiana coeva. I tre quarti degli antichi scritti cristiani su Gesù (e i suoi discepoli) provengono infatti da ambienti gnostici: in particolare la produzione letteraria gnostica comprende opere narrative, trattati di teosofia, e opere a carattere rivelatorio intrise di misticismo.
Lo studio della letteratura gnostica è essenziale per capire il contesto nel quale si sviluppò l'elaborazione teologica cristiana. Delle opere di questa letteratura, che un tempo dovevano formare una vasta produzione, tuttavia, non ci rimane che un esiguo numero di frammenti: possediamo soltanto alcune traduzioni copte e alcune versioni siriache rivedute.

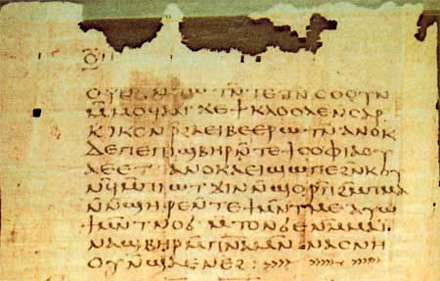
Sezione finale del secondo trattato del grande Set (nel settimo codice di Nag Hammadi)

Per secoli la conoscenza delle dottrine gnostiche si è basata quasi esclusivamente sulle citazioni, spesso incomplete e parziali, di scrittori cristiani non gnostici come Ippolito di Roma, Ireneo di Lione, Clemente Alessandrino e Origene di Alessandria, i quali riportavano il pensiero degli gnostici con l'intenzione di confutarlo.
Per questo il rinvenimento dei manoscritti di Nag Hammadi è stato della massima importanza: esso ha reso possibile l'accesso alle fonti originali del pensiero gnostico. Infine esistono raccolte di frammenti (specie quelli provenienti da Ossirinco in Egitto) che contengono altri testi, i quali, sebbene spesso incompleti per via della loro natura, sono stati di grande utilità nel raffronto con gli scritti di Nag Hammadi.

## Ilcorpus
Nel corpus letterario dei nicolaiti esistevano i "libri di Jaldabaoth", un libro chiamato "Nôria" (la mitica moglie di Noè), la profezia di Barcabbas, che per i Basilidiani era un indovino, un "Vangelo del Completamento" (Vangelo di Basilide), e un'opera in stile apocalittico chiamata "Vangelo di Eva" (Epifanio di Salamina, Panarion adversus omnes haereres, XXV, XXVI; Filastro, 33).
Gli Ofiti utilizzavano, secondo Epifanio, "migliaia" di apocrifi; fra questi egli ricordò specialmente: "Domande di Maria, grandi e piccole" (alcune di queste, forse, si trovano nel Pistis Sophia), molti libri dedicati a "Seth", l'Apocalisse di Adamo, vari vangeli apocrifi attribuiti agli Apostoli, una Apocalisse di Elia, e un libro chiamato "Genna Marias".
I Cainiti leggevano un "Vangelo di Giuda", un'"Ascensione di Paolo" (anabatikon Paulou) e altri libri di cui non conosciamo il titolo.

I Prodiciani, secondo Clemente Alessandrino, usavano apocrifi dedicati a Zaratustra (Strom., I, XV, 69).

I Naaseni utilizzavano un libro, spesso citato da Ippolito ma il cui titolo è sconosciuto, che conteneva un commentario su testi della Bibbia, inni, e salmi.

I Perati avevano un libro simile. I Sethiani leggevano un Paraphrasis Seth, consistente in sette libri ed esplicativo del loro sistema, un libro chiamato Allogenes ("Stranieri"), una "Apocalisse di Adamo", un libro ha attribuito a Mosè, e altri.

Gli Arcontici usavano un libro intitolato "Symphonia".

### Opere di attribuzione gnostica
Oltre a questi scritti, i seguenti apocrifi sono di chiara attribuzione gnostica:
Il Vangelo dei Dodici, che fu citato per la prima volta da Origene di Alessandria (Hom. I, in Luc.), è identico al Vangelo degli Ebioniti ed è chiamato anche il Vangelo dello pseudo-Matteo, perché in lui Cristo si riferisce a Matteo in seconda persona, e l'autore parla degli altri apostoli e di se stesso come "noi". Questo vangelo fu scritto prima del 200, e non ha collegamenti con il cosiddetto Vangelo degli Ebrei.
Il Vangelo copto degli Egiziani, proveniente dalla zona cristiana d'Egitto (non quella alessandrina), fu scritto intorno al 150 e fu largamente usato nei circoli non cristiani. Ne esistono solamente dei piccoli frammenti in Clemente Alessandrino (Stromata ed Excerp. ex Theod.).
Il Vangelo di Pietro fu scritto intorno al 140 ad Antiochia in Siria.
Il Vangelo di Mattia fu scritto intorno al 125 e usato nei circoli basilidiani.
Il Vangelo secondo Filippo e il Vangelo di Tommaso. Secondo il Pistis Sophia i tre apostoli Matteo, Tommaso, e Filippo ricevettero il comando divino di riportare tutte rivelazioni di Cristo dopo la sua risurrezione. Il Vangelo di Tommaso dovrebbe essere stato di considerevole lunghezza (1300 righe); parte di esso, in una recensione rivista, si trova probabilmente nelle Storie dell'Infanzia di Nostro Signore, di Tommaso, un filosofo israelita, di cui esistono due versioni greche, due latine, una siriaca, e una slavonica.
Gli Atti di Pietro (Praxis Petrou), scritto intorno al 165, di cui si sono conservati ampi frammenti nell'originale greco e in una traduzione latina dal titolo Martirio dell'apostolo san Pietro al quale i latini aggiungono, a Lino episcopo conscriptum. Questi frammenti sono stati raggruppati da Lipsius e Bonnet negli Acta apostolorum apocriphorum (Lipsia, 1891, I). Sebbene queste recensioni degli "Atti di Pietro" siano state piuttosto cristianizzate, il loro carattere gnostico è inconfondibile, e sono di grande valore per la comprensione del simbolismo gnostico.
Strettamente connessi agli Atti di Pietro, sono gli Atti di Andrea e gli Atti di Giovanni, che forse hanno lo stesso autore, un certo Leucio Carino e furono scritti prima del 200. Essi si sono conservati in un certo numero di antologie cristiane e in diverse versioni.
Gli Atti di Tommaso si sono conservati nella loro interezza e contengono la descrizione dei più antichi rituali gnostici sono di importanza fondamentale per la comprensione dello gnosticismo. Ne esistono due versioni, una greca e l'altra siriaca. Sembra molto probabile, sebbene non certo, che l'originale fosse siriaco. Probabilmente furono scritti intorno al 232, quando le reliquie di Tommaso furono traslate a Edessa. Di grandissimo valore sono le due preghiere della Consacrazione, l'Ode alla Saggezza e l'Inno dell'Anima, che si trovano nella versione siriaca e che mancano in quella greca.

### Omelie Pseudo Clementine
Legati ai testi apocrifi, indubbiamente gnostici, di cui sopra, si deve parlare delle Omelie Pseudo Clementine. È vero che queste sono spesso classificate come giudaistiche e non come gnostiche, ma la loro affinità alle speculazioni gnostiche è, almeno a prima vista, così grande e il loro collegamento con il Libro di Elxai (Elcesaiti) così generalmente riconosciuta che non possono essere omesse da un elenco di scritti gnostici.

### I codici Askew, Bruce e Akhmim
Un gran parte della letteratura gnostica che si è salvata dalla distruzione generale degli scritti gnostici ci è giunta in tre codici copti, conosciuti comunemente come Askew, Bruce, e Akhmim.
Il Codice Askew, del V o VI secolo, contiene il lungo trattato Pistis Sophia, un lavoro in quattro libri, scritto fra il 250 e il 300. I primi due libri descrivono la caduta dell'eone Sophia e la sua salvezza grazie all'Eone Soter, gli ultimi due libri descrivono l'origine del peccato e del male e il bisogno del pentimento gnostico. L'opera consiste in un certo numero di domande e risposte tra Cristo e i Suoi discepoli maschi e femmine, in cui si inseriscono cinque "Ode a Salomone", seguite da mistici adattamenti della stessa. Dato che le domande vengono principalmente poste da Maria Maddalena, il Pistis Sophia è probabilmente identico alle Domande di Maria. Il codice contiene anche estratti dal Libro del Salvatore.
Il papiro Bruce contiene due trattati:
- i due Libri di Jeu. Il primo è speculativo e cosmogonico, il secondo pratico, descrive la sopraffazione dei poteri ostili del mondo e come assicurarsi la salvezza con la pratica di certi riti: questo secondo libro è intitolato "Dei Grandi Logos secondo il mistero".
- Un trattato senza titolo, dato che la prima e l'ultima pagina sono andate perse. Questo lavoro è di carattere puramente speculativo e di grande antichità, scritto fra il 150 e il 200 nei circoli sethiani o arcontici, contiene un riferimento ai profeti Marsanes, Nikotheus, e Phosilampes.

Il Codice Akhmim, del V secolo, scoperto nel 1896, e conservato al Museo Egizio di Berlino, contiene
- il Vangelo di Maria, chiamato nelle didascalie Apocrifo di Giovanni: questo vangelo deve essere antichissimo, dato che Ireneo intorno al 170, ne fece uso per la sua descrizione dei Barbelognostici;
- la Sapienza di Gesù Cristo, contenente le rivelazioni di Gesù dopo la resurrezione;
- un Atti di Pietro, narrante un miracolo operato sulla figlia di Pietro apostolo.

### Scritti gnostici non cristiani (mandaici)
Lo gnosticismo orientale non Cristiano ci ha lasciato I libri sacri dei Mandei. I principali:
- Genzâ rabâ o "Grande Tesoro", una raccolta di trattati risalenti a diverse epoche, alcuni più tardi, del IX secolo, altri precedenti, forse del III secolo.
- Kolasta, Inni e Istruzioni sul battesimo e sul viaggio dell'anima.
- Drâshê d'Jahya, una biografia di San Giovanni Battista ab utero usque ad tumulum.

### Altri scritti gnostici non cristiani
Lo gnosticismo Alessandrino non cristiano è percepibile nella letteratura Trismegistica. 
Lo gnosticismo giudaico non lasciò scritti, ma le sue speculazioni riecheggiano in molte opere giudaiche, quali il Libro di Enoch, lo Zohar e il trattato del Talmud Chagiga XV (Offerta festiva XV).

## Scritti avversi allo gnosticismo

### Paolo di Tarso
Fin dall'inizio lo gnosticismo si scontrò con l'opposizione più decisa dalla Chiesa cristiana. Le ultime parole di Paolo di Tarso nella Prima lettera a Timoteo si pensa siano riferite allo gnosticismo. Molto probabilmente anche l'uso che Paolo fa dei termini pleroma, eone di questo mondo, arconte del potere dell'aria, in Efesini e Colossesi è stato suggerito dall'abuso di questi termini da parte degli gnostici.

### Giustino e i primi antignostici
Il primo scrittore antignostico della Chiesa fu Giustino (morto intorno al 165). Il Syntagma (Syntagma kata pason ton gegenemenon aireseon), è da lui citato nella Prima Apologia 26, 8. ma l'opera non è stata conservata. Del trattato antignostico di San Giustino sulla Risurrezione (Perianastaseos) esistono considerevoli frammenti nel "Trattato sulla Risurrezione" di Metodio di Olimpo e nei Sacra Parallela di Giovanni Damasceno. Il Compendium contro Marcione, citato da Ireneo (IV, vi, 2; V, xxvi, 2), probabilmente coincide con il Syntagma.
Immediatamente dopo Giustino, Tertulliano e Ippolito (Adv. Valent., v, ed Eus., H.E., V., xxviii, 4) citano, come oppositore degli gnostici e specialmente dei Valentiniani, Milziade, un filosofo cristiano dell'Asia Minore. I suoi scritti sono però andati persi. San Teofilo di Antiochia (morto intorno al 185) scrisse contro l'eresia di Ermogene, e un eccellente trattato contro Marcione (kata Markionos Logos). Il libro contro Marcione è probabilmente contenuto nel Dialogus de rectâ in Deum fide dello pseudo Origene. Egesippo, un palestinese, viaggiò sulla via da Corinto a Roma, dove arrivò durante il regno di papa Aniceto (155-166), per accertare il suono e la fede ortodossa della tradizione Apostolica. Sulla strada incontrò molti vescovi e tutti gli trasmisero la stessa fede. A Roma redasse un elenco dei papi da Pietro ad Aniceto. In seguito scrisse cinque libri di Memorie (Upomnemata) "nello stile più semplice, riportando la vera tradizione della dottrina Apostolica", divenendo "un campione della verità contro le eresie senza Dio" (Eus., H.E., IV, vii sqq., xxi sqq.). Di questo lavoro restano solamente alcuni frammenti, e questi sono storici piuttosto che teologici. Anche Rodone, un discepolo di Tatiano, Filippo, vescovo di Gortina a Creta, e un certo Modesto scrissero contro Marcione, ma le loro opere sono perse. Ireneo (Adv., Haer., I, xv 6) ed Epifanio (xxxiv, 11) citano un corto poema contro il Valentinianismo Orientale e il congiuratore Marco di "un anziano", ma ignoto, autore. Anche di Zaccheo, vescovo di Cesarea marittima, si dice che abbia scritto contro i Valentiniani, e specialmente contro Tolomeo.

### Ireneo di Lione, Clemente Alessandrino e Origene
Il più importante lavoro anti-gnostico è l'opera di Ireneo, Elegchos kai anatrope tes psudonymou gnoseos, solitamente conosciuto come Adversus Haereses. Consiste di cinque libri, evidentemente non scritti di getto; i primi tre libri intorno al 180, gli ultimi due una dozzina di anni più tardi. La maggior parte del primo libro ci è giunta nel greco originale, il resto in una traduzione latina molto antica e alcuni frammenti in siriaco. Ireneo conobbe gli gnostici di persona e attraverso le loro scritture, pertanto fu in grado di fornire descrizioni minute dei loro sistemi, specialmente dei Valentiniani e dei Barbelognostici. Oltre al suo grande lavoro, Ireneo scrisse anche una lettera aperta al prete romano Florino che meditava di diventare Valentiniano; e quando lo sfortunato prete cadde nell'apostasia, Ireneo scrisse sul suo conto un trattato "Sull'Ogdoad", e una lettera a papa Vittore I, implorandolo di usare la sua autorità contro lui. Esistono solamente alcuni passaggi di questi scritti.
Clemente Alessandrino (morto intorno al 215) combatté lo gnosticismo indirettamente, difendendo la vera gnosis cristiana, specialmente con il Paedagogos, Libro I, lo Stromateis, Libri II, III, V e con il cosiddetto ottavo libro o Excerpta ex Theodoto.
Origene non dedicò il suo lavoro esclusivamente alla confutazione dello gnosticismo ma i suoi quattro libri "Sui primi Principi" (Peri archon), scritti intorno all'anno 230, e conservati solamente in alcuni frammenti greci e una traduzione libera latina di Rufino, sono praticamente una confutazione del dualismo gnostico, del docetismo, e dell'emanazionismo. Intorno all'anno 300 un ignoto autore siriano, qualche volta erroneamente identificato con Origene, e spesso chiamato con lo pseudonimo letterario di Adamantius, o "Uomo d'Acciaio", scrisse un lungo dialogo, del quale si è perso il titolo, ma che è solitamente individuato dalle parole De rectâ in Deum fide. Questo dialogo, di solito diviso in cinque libri, contiene discussioni con i rappresentanti di due sette Marcionite, di un Valentiniano e di un seguace di Bardesane. Lo scrittore plagia ampiamente Teofilo di Antiochia e Metodio di Olimpo, specialmente il dialogo antignostico dell'ultimo "Sul Libero Arbitrio" (Peri tou autexousiou).

### Tertulliano e Ippolito di Roma
Il più grande controversialista anti-gnostico della Chiesa cristiana dei primordi fu Tertulliano (nato nel 169) che dedicò praticamente tutta la sua vita a combattere lo Gnosticismo. Basti ricordare i titoli dei suoi lavori antignostici: De Praescriptione haereticorum, Adversus Marcionem, Adversus Valentinianos, Scorpiace, De Carne Christi, De Resurrectione Carnis e, infine Adversus Praxeam.
Il grande lavoro di Ippolito, una volta chiamato Philosophoumena, scritto qualche tempo dopo il 234 e inizialmente attribuito a Origene, ma dopo la scoperta di Libri IV-X, nel 1842, conosciuto con il nome del suo vero autore e con il suo vero titolo, "Confutazione di tutte le Eresie" (katapason aireseon elegchos), è una raccolta di informazioni piuttosto che una confutazione. Ippolito intese dimostrare come ogni gnosticismo derivasse dalla filosofia pagana; il valore della sua opera, però, non risiede nelle sue argomentazioni. Ippolito era in possesso di un gran numero di scritti gnostici, dai quali prendeva citazioni: sono le sue informazioni su tali scritti che fanno acquisire un valore inestimabile alla sua opera. Poiché scrisse quasi cinquanta anni dopo Ireneo, di cui fu discepolo, Ippolito descrisse uno sviluppo più tardo della gnosi rispetto a quello studiato dal vescovo di Lione. Oltre al suo più grande lavoro Ippolito scrisse, molti anni prima (prima del 217), un piccolo compendio contro tutte le eresie, dandone un elenco, composto da trentadue elementi, da Dositeo a Noeto e un trattato contro Marcione.

### Tardi lavori di confutazione
Poiché, dall'inizio del IV secolo, lo gnosticismo era in rapida decadenza, c'era meno bisogno di campioni dell'ortodossia, da cui un lungo intervallo tra il dialogo di Adamantius e il Panarion di Epifanio di Salamina, cominciato nel 374. Epifanio, che durante la sua gioventù ebbe stretti contatti con le sette gnostiche egiziane, specialmente i Fibioniti, e forse, come sostiene qualcuno, appartenne a questa setta, è un'autorità di prima categoria. Questi raccolse informazioni da tutti i fronti con somma industriosità.
Filastrio vescovo di Brescia, alcuni anni più tardi (383), diede alla Chiesa latina quello che Epifanio aveva dato ai greci. Contò e descrisse non meno di centoventotto eresie, ma prese la parola in senso piuttosto largo e vago. Sebbene dipendente dal Syntagma di Ippolito di Roma, il suo conteggio è completamente indipendente da quello di Epifanio.
Un altro scrittore latino che probabilmente visse a metà del V secolo in Gallia Meridionale e che probabilmente coincide con Arnobio il giovane, lasciò un lavoro, comunemente chiamato Praedestinatus, consistente in tre libri. Nel primo egli descrisse novanta eresie, da Simone Mago ai predestinazionisti. Questo lavoro, sfortunatamente, contiene molte affermazioni dubbie e favolose. Qualche tempo dopo il Concilio di Calcedonia (451) Teodoreto di Cirro scrisse un "Compendio di Favole Eretiche" che è di considerevole valore per la storia dello gnosticismo, perché contiene in maniera molto concisa e obiettiva la storia delle eresie fin dai tempi di Simone Mago. Il libro di Agostino d'Ippona De Haeresibus (scritto intorno al 428) è troppo influenzato da Filastrio ed Epifanio per essere di qualche valore.